# Alfred Frankenfeld
Alfred Frankenfeld (* 27. Oktober 1898 in Kühndorf; † 6. Dezember 1975 in Hamburg) war ein deutscher Journalist und Hamburger Politiker (ab 1945 FDP, davor DDP).

## Leben und Beruf
Frankenfeld studierte Geschichte, Philosophie und Staatswissenschaften. 1922 folgte seine Promotion zum Dr. phil. Ab 1921 arbeitete er als wissenschaftlicher Mitarbeiter im Auswärtigen Amt.
Seine erste Stelle im journalistischen Bereich erhielt Frankenfeld 1923/24 als Redaktionsassistent bei der Deutschen Allgemeinen Zeitung (DAZ). Es folgte der Posten des Chef-Korrespondenten für Hamburg des Berliner Tageblatts von 1924 bis 1939 und zeitweise auch der Frankfurter Zeitung. Von 1939 bis 1945 war er wieder bei der DAZ tätig. In der Zeit der Weimarer Republik war er zudem als Chefredakteur bei der Zeitung „Recht und Freiheit“ tätig. Die Zeitung war ein „Kampfblatt“ der Deutschen Demokratischen Partei (DDP). Zudem galt er als Motor der Hamburger Ortsgruppe der Vereinigung Republikanische Presse, eines Journalistenverbandes, der die Weimarer Republik stärken wollte.
Nach der Machtergreifung der Nationalsozialisten plante er mit Alois Winbauer, dem Chefredakteur des liberalen Hamburger Anzeigers, und Martin Plat, dem bisherigen DDP-Landesgeschäftsführer, die Gründung einer regimekritischen Untergrundzeitung. Diese, Der Begleiter genannte, Zeitung sollte die verbliebenen Liberalen zusammenfassen und liberales Gedankengut in verklausulierter Form verbreiten. Die Zeitung wurde jedoch bereits im Oktober 1933 nach einer Hausdurchsuchung bei Plat verboten.
Nach dem Zweiten Weltkrieg folgte 1945 seine Habilitation an der Universität Hamburg, wo er ab 1951 einen Lehrauftrag für Publizistik erhielt.
Frankenfeld übernahm 1946 den Posten des Chefredakteurs der FDP-nahen Hamburger Freie Presse, der im September 1952 wieder in Hamburger Anzeiger umfirmierte. Ab 1957 war er als Chefredakteur im Dienst des Axel Springer Verlages tätig.
Er war vom 1. März 1951 bis zum 13. Mai 1954 als Vorsitzender der „Berufsvereinigung Hamburger Journalisten“ der Nachfolger von Erich Klabunde. Von 1956 bis 1970 war er Mitglied des Deutschen Presserates. Ab 1970 Vorsitzender der Stiftung Wissenschaft und Presse sowie Präsident der Akademie für Publizistik in Hamburg.
Frankenfeld erhielt das Bundesverdienstkreuz 1. Klasse der Bundesrepublik Deutschland.

## Partei
Frankenfeld, der in der Weimarer Republik der DDP angehörte, schloss sich 1945 der Partei Freier Demokraten, dem späteren Hamburger FDP-Landesverband, an. Er war von 1958 bis 1966 stellvertretender Landesvorsitzender der FDP Hamburg.

## Abgeordneter
1953 zog Frankenfeld für die FDP auf der Liste des Hamburg-Blocks in die Hamburgische Bürgerschaft ein. Nach der Wahl von Peter-Heinz Müller-Link zum Senator wurde er 1961 Fraktionsvorsitzender seiner Partei, musste das Amt aber 1966 wieder an Müller-Link abgeben. Er gehörte der Bürgerschaft dann noch bis 1970 an.

## Schriften
- Justus Möser als Staatsmann im Siebenjährigen Kriege und am englischen Hofe, Diss. Göttingen 1922.
- Geschichte als Schicksal. Ein Notruf zur Politik. Meiningen 1924.
- Die koloniale Frage im deutsch-französischen Verhältnis 1890-1904, Hamburg 1944.
- Zum Sehen geboren. Ein Leben für Presse und Parlament, Hans Christians Verlag, 1973.